# Montalbano (Fasano)
Montalbano di Fasano è una frazione di Fasano, comune della provincia di Brindisi in Puglia a 7 km dal mare.

## Geografia fisica

### Territorio
Montalbano è una popolosa frazione del Comune di Fasano di circa 2.500 abitanti. Si raggiunge percorrendo la strada stale 16 "Adriatica", tra i cippi chilometrici 779 e 780, nel tratto Fasano - Ostuni. Il suo territorio è sub-pianeggiante, con deboli pendenze verso il mare, da cui dista circa 7 km. La massima altezza sul livello del mare è misurata dal monte "La Specchia", con i suoi 359 metri. Morfologicamente, anche il territorio di Montalbano è solcato da numerose incisioni torrentizie, chiamate "lame". Lungo uno di questi millenari corsi d'acqua temporanei, in località "Pesco Marano" (contrada Indelli), si erge una delle più significative e appariscenti testimonianze della "civiltà megalitica": il Dolmen di Montalbano. Nel territorio della frazione più a sud di Fasano sono presenti moltissime antiche masserie, oggi trasformate in agriturismo e sale ricevimenti, come Masseria "Montalbano Vecchio", la più importante per la storia di Montalbano. Degna di nota è la piana olivetata che accoglie l'abitato della "Terra del Dolmen".

### La storia
È l'unica frazione di Fasano  non fondata da fasanesi. Infatti, nel 1831, regnando Ferdinando II, monarca del Regno delle Due Sicilie, in Fasano, nello studio del regio notaio Filippo Piro, in data 16 agosto, si costituirono il proprietario Giovanni Livrano, da una parte, e i coloni Santo Cardone, Gabriele Rosato, Donato Mola, Oronzio Laporta, Oronzio Natola, Oronzio Maglionico, Oronzio Crovace, Vito Santo Pagano, Donato D’Alessio, Oronzio Francioso, Donato Maglionico, Oronzio Fanizzi, Vincenzo Liuzzi e Nicola Zizzi, dall’altra. Nella circostanza, il possidente Livrano assegnò il parco detto di “Maccarone” (Foggiola) agli anzidetti coloni. In atto, il regio notaio ebbe modo di precisare che trattavasi di “censuazione enfiteutica perpetua”. Gli abitanti-lavoratori di masseria Montalbano Vecchio provenivamo, prevalentemente, dai centri della Murgia dei Trulli: Alberobello, Castellana, Noci, Conversano e Putignano; ma anche da Cisternino, Ostuni e Fasano. Montalbano di Fasano, pur confinando con l'Alto Salento, parla un dialetto ibrido, sintesi lessicale dovuta all'incontro di persone provenienti da luoghi diversi; murgiani con lievi influenze dei paesi vicini, ovvero Ostuni e Cisternino. Montalbano, risulta quindi, l'unica frazione di Fasano dove non si parla il dialetto fasanese, insieme alla vicina Speziale; dove si parla un dialetto anch'esso ibrido, con influenze fasanesi, montalbanesi e cistranesi.

## Monumenti e Siti di interesse religioso
Il Dolmen di Montalbano
Il Dolmen di Montalbano è sito in contrada Indelli, a pochi passi da "Occhio Piccolo", altra contrada di Montalbano. Si raggiunge abbastanza facilmente, percorrendo la SS 16 "Adriatica" in direzione Fasano - Ostuni. In prossimità dell'ex Casa Cantoniera, oggi Albergabici, bisogna svoltare a sinistra, in direzione mare, nella stradina detta di "Occhio Piccolo". A distanza di circa 250 metri da detto incrocio, in agro di Fasano, si può osservare tutto il mistero di un megalite giunto a noi dall'età del bronzo (2300 - 1100 a.C.). In verità, località Indelli è più conosciuta, a Montalbano, come contrada "Pesco Marano" (luogo delle "pietre levigate). Qui, il Dolmen, nonostante le offese del tempo e degli uomini, si conserva strutturalmente saldo. Il Dolmen di Montalbano oggi manca del corridoio d'accesso (dromos), le cui pietre sono state trafugate per farne cosa?! Etimologicamente, dolmen significa, letteralmente, tavole di pietra, dalla voce bretone dol = tavola e men = pietra. Secondo una prima ipotesi, il Dolmen di Montalbano, così come i dolmen in genere, erano degli altari sacrificali. Altre ipotesi accademiche ritengono, invece, che i dolmen siano costruzioni sepolcrali. Secondo questa seconda ipotesi, il Dolmen di Montalbano rappresenterebbe una delle prime testimonianze del culto dei morti nell'intera area circostante.

### Parrocchia di Santa Maria di Pozzo Faceto[4]
L’idea di chiesa, intesa come luogo di culto, sul territorio di Montalbano, trova traccia e storia negli insediamenti rupestri, in un passato più remoto, e nelle masserie fortificate in un passato a noi più prossimo. La masseria, infatti, a differenza del vivere in grotta, garantiva la protezione, il lavoro, una piccola casa e, non ultima, l’assistenza religiosa. Non a caso, quindi, nelle nostre masserie troviamo sempre una piccola chiesetta; dove il santo protettore, il patrono, veniva venerato con una devozione che ha vinto i secoli, sino ad arrivare ai giorni nostri. Maria Vergine, in particolare, raccoglieva la preghiera dei fedeli in diversi santuari eretti in Suo onore: Santa Maria di Pozzo Faceto, in Pozzo Faceto; Santa Maria d’Ibernia, in Cisternino, e Santa Maria d’Agnano, in agro di Ostuni. Quest’ultimo santuario è andato perduto; le sue tracce, però, sono ancora rinvenibili in contrada Rialbo di Sopra. Tali siti religiosi furono tutti edificati all’interno di antichi casali, scomparsi nel basso medioevo. Tra il XVI e il XVIII secolo, infatti, saranno le masserie ad ospitare le prime chiesette, spesso con annessi sepolcri, destinati ai proprietari dell’immobile. Si pensi a masseria “Casamassima”, a masseria “Picoco” e a masseria “Montalbano Vecchio”.
Nel circondario di Montalbano, la prima chiesa di cui abbiamo notizia è quella di San Pietro, in contrada Ottava Grande;già attiva nel XII secolo. Sino al XVII secolo è, invece, esistita la chiesa di San Giacomo, ubicata in contrada Difesa di Malta ededicata al primo Vescovo di Gerusalemme.Volendo circoscrivere, ulteriormente, l’interesse al territorio di Montalbano, si può affermare che le chiesette giunte sino a noi sono: la chiesa rurale di Castro(XVIII sec.); la chiesa di Ottava Piccola (XVIII sec.); la chiesa di masseria Mozzone di Sotto (XIX sec.); la chiesa di Speziale Piccolo (XVIII sec.);la citata chiesa di San Pietro in Ottava Grande e, non ultima, la chiesa di masseria Montalbano Vecchio (XVI sec.). La chiesa di “Montalbano Vecchio”, più in particolare, è dedicata alla Vergine del Santissimo Rosario, non a caso venerata a Speziale. Il cappellano, all’epoca, veniva nominato non dal Vescovo, ma dal proprietario della masseria; a cui, però, toccava la manutenzione del sito religioso. Il cappellano, ogni anno, riceveva un compenso dal signore del luogo e precise offerte dai residenti. Era, inoltre, tenuto a celebrare la Messa, tutti i giorni festivi, in onore del proprietario della masseria. Era, altresì, obbligato a celebrare l’Eucarestia settimanale per il popolo. Tranne il battesimo, che si amministrava in Ostuni, il cappellano impartiva tutti gli altri sacramenti, eccezion fatta per l’ordinazione sacerdotale, di competenza episcopale, e la cresima.
Nel 1831, però, il Vescovo di Ostuni, mons. Pietro Consiglio, istituì tre nuove parrocchie nella città della cattedrale: quella di Santa Maria della Stella; quella dello Spirito Santo e quella della Madonna delle Grazie. La “Bolla Episcopale” di mons. Consiglio reca, tra l’altro: <<Tra le contrade, il villaggio di Monte Albano è aggregato alla parrocchia cattedrale>>di Ostuni. Il cappellano, nominato dal Cav. Martinelli, proprietario del villaggio “Monte Albano”, recita sempre la Bolla, viene confermato dal Vescovo, divenendo <<curatore coadiutore>> del parroco della chiesa cattedrale di Ostuni; partecipando, così, agli <<integri diritti di stola e, per metà, ai diritti di pubblicazioni e matrimoni>>. Quarant’anni più tardi, un primo gruppo di coloni residenti nella masseria Montalbano Vecchio, citata dal Vescovo Consiglio come villaggio “Monte Albano”, si trasferisce nelle terre di “Parco Maccarone”, in agro di Fasano; non molto lontano dalla masseria/villaggio dei Conti di Conversano Acquaviva D’Aragona e di Giangirolamo II, più in particolare. Tale primo nucleo di persone, residenti, ormai, in contrada “Maccarone”, per la cura dello spirito tornava, settimanalmente, alla cappella di masseria “Montalbano Vecchio”, dedicata, come anticipato, alla Vergine del Santo Rosario. Contrada “Maccarone” distava e dista circa 2 km da Montalbano Vecchio.
Nel 1873, la svolta! Gli abitanti di contrada “Maccarone” vogliono una chiesa tutta loro. In via Roma, oggi via Calatafimi, in una contrada che nel frattempo ha assunto la denominazione di “Pastani” (per via della coltivazione della vite), per iniziativa dei signori Lorenzo Gabriele, Nicola Zizzi e Sebastiano Pinto, tutti residenti nel nascente borgo, erigono un locale da destinare a cappella, avente pianta quadrangolare e volta a botte. Priva di qualsiasi pregio artistico, detta cappella venne denominata “chiesa dei Pastani”,divenendo cappellania della chiesa matrice di Fasano. Quest’ultima provvedeva ad inviarecappellani, onde officiare le celebrazioni religiose. Tra loro, don Aron Punzi, don Antonio Clarizia, don Bartolomeo Cisternino, don Francesco Prudentini e don Stefano Latorre. Anche don Vito Natoli (1876 – 1965), missionario vincenziano negli Stati Uniti d’America per dodici anni, fu cappellano a Montalbano nei primi anni del suo sacerdozio.Se, dunque, il parroco della chiesa matrice garantiva la cura dello spirito ai montalbanesi, i residenti dei “Pastani” provvedevano alla manutenzione della loro chiesa, ormai in Diocesi di Monopoli. Al tempo, Vescovo di Monopoli era mons. Antonio Dalena.
Lo sviluppo demografico della borgata impose l’ampliamento della piccola “chiesa dei Pastani”. A tale necessità non rimase insensibile la signora Maria Giuseppa Pinto, figlia del citato Sebastiano. Nel 1891, tre giorni dopo il Santo Natale, Maria Giuseppa sottoscrisse una scrittura privata finalizzata alla compravendita di un appezzamento di terreno attiguo alla prima chiesa detta, appunto, “dei Pastani”. Maria Giuseppa, coniugata con Giuseppe Livrani, vendette tale proprietà ai cittadini dei Pastani che, intorno al sig. Vito Leonardo Custodero, si riunirono in una sorta di comitato “pro - chiesa nuova”. Custodero, in rappresentanza dei suoi concittadini, affidò i lavori di costruzione della nuova chiesa all’architetto - muratore Francesco Ciraci di Ostuni. L’atto pubblico di compravendita fu rogato a Fasano, per mano del notaio Enrico Bari. Correva l’anno 1892. I lavori di ampliamento della vecchia chiesetta dei “Pastani” furono portati a termine in meno di due anni, grazie al contributo di tutti i fedeli che, complessivamente, sopportarono una spesa di seimila lire. Giovani e adulti contribuirono all’impresa con un obolo annuo di 70 centesimi di lire a testa. Ovviamente, anche all’epoca, c’erano i morosi; ma non essendoci ancora le leggi sulla privacy, detti morosi vennero elencati in un’apposita<<nota>> redatta dal cassiere della <<deputazione del culto>>. Quest’ultimo provvedeva anche al pagamento del cappellano della nuova chiesa, che venne consacrata dal Vescovo di Monopoli, mons. Francesco D’Albore, il 10 giugno 1893.
Ciò nonostante, la nuova chiesa dei “Pastani” rimase una cappella alle dipendenze della chiesa madre di Fasano. Per vederla elevata a parrocchia autonoma bisognerà attendere il 21 febbraio 1923; quando con decreto del Vescovo di Monopoli, mons. Agostino Migliore, la “chiesa dei Pastani” venne, finalmente, elevata a parrocchia autonoma, col titolo di Santa Maria di Pozzo Faceto. In data 17 febbraio 1924 giunse anche il regio consenso di Re Vittorio Emanuele III. Il sacerdote don Scipione Liuzzi, originario di Speziale, fu nominato primo parroco di una chiesa e di una comunità che, nel frattempo, aveva assunto il nome di “chiesa dei Pastani” di Montalbano. Dieci anni più tardi, precisamente il 9 settembre 1933, a distanza di anni due dalla “censuazione enfiteutica” del 16 agosto 1831, sottoscritta da Giovanni Livrani in favore dei primi coloni di Montalbano,don Scipione Liuzzi organizzò solenni festeggiamenti per il primo centenario della comunità. Data la circostanza, venne pubblicato un piccolo volume, al cui all’interno si possono leggere i discorsi ufficiali di tutte le autorità intervenute:S.E. il Prefetto di Brindisi, cav. dott. Marino Mulinelli;il Podestà di Fasano, cav. avv. Alessandro Colucci; il Regio Ispettore Scolastico della Circoscrizione di Brindisi, cav. prof. Ernesto Pezzato; il delegato del Vescovo don Giovanni Livrani (omonimo discendente del Livrani citato in atto del 1831, ndr) e, non ultimo, il canonico Pasquale Camassa, di cui, la pubblicazione, riporta alcuni versi che meritano di essere riportati: Tra il verde degli ulivi e l’aere sano / sorgesti, or son cent’anni, o Montalbano / Del nascimento tuo, breve è la storia / Breve del tuo passato è la memoria / Narrar gli eventi tuoi, ma senza orpelli / può bene il centenario tuo Maselli / Che a quindici anni, da fanciullo scaltro /passò da l’uno Montalbano all’altro (…). Qui il riferimento del canonico Camassa è a Donato Maselli, vissuto sino all’età di 101 anni; ancora in vita alla data dei solenni festeggiamenti.
Nel 1933 Montalbano contava 2.300 abitanti. La seconda guerra mondiale, tra lutti e (ulteriore) miseria, incise negativamente sul tasso demografico del paese. Nel 1946, infatti, Montalbano contava 2.124 abitanti. Ciò nonostante, le nascite, nello stesso anno, toccarono quota 46; mentre i decessi furono appena 17. Per rendere meglio l’idea, basti pensare che nel 2021, a Montalbano, si sono contate 24 nascite e27 decessi. Sta di fatto che don Scipione Liuzzi resterà guida sicura della comunità parrocchiale di Montalbano. Il 9 luglio 1944 promuove, infatti, la costituzione dell’Azione Cattolica femminile. Due anni più tardi, in occasione della visita di tre padri missionari dell’ordine di Sant’Alfonso Maria dei Liguori, alla presenza del Vescovo di Monopoli, mons. Gustavo Bianchi, don Liuzzi, croce in spalla, raggiunge per primo il Calvario di via XXIV maggio; mentre il maestro muratore Leonardo Pugliese da Fasano, assistito dal suo discepolo montalbanese Donato Natola, ultimava la struttura che accoglie, ancora oggi, l’urna di Gesù deposto dalla croce.
L’usura del tempo non risparmia nemmeno l’indimenticato primo parroco di Montalbano. Anziano e gravemente ammalato, nel 1953, don Scipione Liuzzi venne affiancato da un giovane vicario, di nome don Giovanni Barnaba, nato a Polignano a Mare il 4 settembre 1917. Quanti hanno conosciuto don Giovanni ricordano il suo carattere energico, la sua robusta costituzione, così come la fierezza delle idee, ispirate dal Vangelo e da un accentuato senso civico, di tipo pedagogico. Un po’ come il don Camillo di Guareschi, don Giovanni Barnaba osteggiava apertamente le idee politiche dei montalbanesi, allora prevalentemente socialiste. Don Giovanni non conosceva l’ignavia. Sosteneva senza reticenze la Democrazia Cristiana. Come ogni sacerdote, aveva un sogno: ricostituire, nella povera Montalbano che fu, l’asilo infantile. Il sogno di don Giovanni Barnaba si avverò il 15 ottobre 1959, quando le Suore Benedettine della Provvidenza, previa autorizzazione delle autorità ecclesiastiche e civili competenti, inaugurano, finalmente, quello che per tutti, ancora oggi, rimane “l’asilo di via Allegretti”. Ad occuparsi dei bambini di Montalbano furono chiamate suor Maria Rita Lastrico, madre superiora e maestra di scuola materna; suor Nicolina Scarsi, maestra di scuola materna, e suor Maria Cristina Pastorino, responsabile della cucina. Don Giovanni Barnaba realizzava così il suo piccolo e grande sogno. Purtroppo, dopo appena otto anni di permanenza nella parrocchia di Montalbano, don Giovanni Barnaba fu costretto a fare ritorno nella sua Polignano a Mare. A causa di un male incurabile, la sua esistenza si spense a soli 44 anni, il 4 settembre 1961. Al suo capezzale, tra gli altri, vi era un giovane sacerdote originario di Cisternino: don Francesco Borselli. A reggere, temporaneamente, la parrocchia di Montalbano, quale nuovo vicario amministratore, fu chiamato don Donato Sabatelli, che resterà in carica per circa un anno.
Viveva ancora don Scipione Liuzzi, quando il 15 novembre 1962, S.E. il Vescovo di Monopoli, mons. Carlo Ferrari, affidava la parrocchia di Montalbano al sacerdote don Francesco Borselli, ordinato prete, nella chiesa madre di Cisternino, il 23 luglio 1950, da mons. Salvatore Rotolo, Vescovo di Altamura. Il Vescovo di Monopoli, infatti, mons. Gustavo Bianchi, era gravemente ammalato e, quindi, impedito dall’amministrare l’ordinazione sacerdotale. Don Francesco Borselli, come ricordato, ha assistito al trapasso di don Giovanni Barnaba, tanto da raccoglierne il testimone. Don Borselli prenderà possesso canonico della parrocchia Santa Maria di Pozzo Faceto di Montalbano il 18 gennaio 1963, in perfetta solitudine e non prima di aver fatto abiura di “modernismo”[8]. Com’è noto, infatti, il “modernismo cattolico” fu un moto di rinnovamento promosso da alcuni esponenti della cultura cattolica, sacerdoti soprattutto, che si sviluppò tra la fine del XIX e gli inizi del XX sec., con l’intento di conciliare la fede cristiana con le esigenze del pensiero moderno. Il “modernismo cattolico” fu, però, condannato dalla Chiesa con il decretoLamentabili sane exitu e con l’enciclica Pascendidi Papa Pio X. Sta di fatto che in quel lontano venerdì 18 gennaio 1963, ad accogliere mons. Borselli c’era il solo Michele Leonardo Pinto, storico sacrestano della nostra parrocchia; oltre ai testimoni don Martino Scarafile e don Giuseppe Vinci; al cancelliere di Curia don Vito Sibilio, all’economo curato don Donato Sabatelli e a mons. Pasquale Guarini, vicario generale della Diocesi di Monopoli. “Assenti tutti voi”, ebbe a sottolineare don Francesco Borselli durante la sua prima omelia di domenica 20 gennaio 1963.
A distanza di un mese appena dal suo insediamento, don Francesco porta a compimento un atto compromissorio teso all’acquisto, da parte della parrocchia, di una sezione di terreno da destinare alla costruzione di una nuova, grande chiesa con annessa casa parrocchiale. Così il 16 febbraio 1963, per le mani del notaio Michelina Pezzolla, alla presenza dei testimoni Giancarlo Saladino e Angelo Pasinetti, la N.D. Francesca Tanzarella vendeva, al prezzo di Lire 2.200.000, 3.840 mq di terreno alla parrocchia di Montalbano. Don Francesco segue le orme del suo predecessore. Da insegnante di scuola elementare comprende bene l’importanza della lezione di don Giovanni Bosco, a proposito dell’oratorio. Così, il 9 novembre 1965 acquista dal sig. Stefano Zaccaria un locale composto da due vani rustici, precedentemente adibito alla cottura del pane. L’immobile, ancora oggi, dopo la sua ricostruzione, è sito in via Calatafimi, al civico 55 ed è tuttora adibito alle attività parrocchiali, rimanendo storica sede della locale Azione Cattolica. Intanto, il 3 agosto 1966, muore don Scipione Liuzzi. Quattro anni più tardi, don Francesco procede alla ristrutturazione della chiesa parrocchiale di via Calatafimi. I lavori interesseranno la pavimentazione del presbiterio, con relativa eliminazione della balaustra in legno. Saranno rifatti gli intonaci esterni ed interni, così come l’impianto di illuminazione con annessi corpi illuminanti. Una particolare cura, don Francesco la rivolgerà alle statue presenti in chiesa: Maria Santissima del Pozzo; il Crocifisso; la Madonna del Carmine; Santa Lucia e una seconda statua raffigurante la Patrona di Montalbano. Il sogno di don Francesco, però, rimane quello di costruire una nuova, più grande chiesa e contribuire ad edificare un tempio vivente da dedicare al Signore.
Nel 1984, in via Duca degli Abruzzi, tra l’incredulità di molti, si presentano le ruspe della ditta “Cecere Vitantonio”. I lavori per la nuova chiesa sono, quindi, iniziati. Termineranno, definitivamente, nel dicembre 1995. La nuova chiesa, così come si presenta oggi, occupa un’area di 700 mq, misura 7,5 metri di altezza, per una capacità volumetrica di circa 4.300 mc. Il 23 dicembre 1995, a distanza di 11 anni dall’inizio dei lavori e di 32 anni dall’atto di acquisto del terreno, don Francesco Borselli, tra la gioia dei fedeli, accoglie S.E. il Vescovo di Conversano – Monopoli, mons. Domenico Padovano, il quale davanti all’intera comunità, presente il sindaco di Fasano Donato De Carolis, benedice la nuova chiesa e il suo altare, durante una celebrazione solenne e storica per Montalbano. Cinque anni più tardi, nel XXII anno di pontificato di S.S. Giovanni Paolo II, il Vescovo di Conversano – Monopoli, si legge in un apposito verbale,<<accoglie il desiderio dei fedeli, nella ricorrenza del 50° anniversario del Sacerdozio del Parroco, Sac. Don Francesco Borselli, durante una solenne concelebrazione eucaristica>>. Il 24 settembre 2000, dunque, il Vescovo Domenico Padovano dedica alla Beata Vergine Maria SS. del Pozzo la nuova chiesa parrocchiale di Montalbano[12]. Il primo sogno di don Francesco Borselli si è, dunque, realizzato nel 50° anniversario del suo sacerdozio, datato 23 luglio 2000.
Come per il vecchio Simeone, gli occhi di don Francesco Borselli hanno visto la luce di Dio. Mons. Borselli, però, non può andare in pace. Deve realizzare il suo secondo sogno: edificare un tempio vivente da dedicare al Signore.Tra il 1990 e il 1995, tra i tanti piccoli che frequentano la parrocchia e servono la Santa Messa vi è Donato Liuzzi. Il piccolo Donato, già a 7 anni è chierichetto. Nato il 21 dicembre 1983, Donato Liuzzi, dopo l’onorato servizio in parrocchia, nel 1995 entra nel Seminario minore di Conversano, anche grazie alla paterna guida spirituale di don Francesco Borselli. Nel 2002, il giovane Donato Liuzzi si trasferisce a Molfetta, nel Seminario maggiore. Il 24 settembre 2008, S.E. il Vescovo di Conversano – Monopoli, nella nuova chiesa parrocchiale di Montalbano, ordina sacerdote don Donato Liuzzi, di Vincenzo e Teresa Ciccia. Don Donato Liuzzi, oggi apprezzato parroco di Pezze di Greco, di diritto, è entrato nella storia di Montalbano. Egli, infatti, è il primo sacerdote espresso dalla nostra comunità parrocchiale. La gioia e la commozione di mons. Francesco Borselli è palpabile. Don Francesco ha realizzato il suo secondo sogno: ha contribuito ad edificare un tempio vivente al Signore. Ora, ma solo ora, può andare in pace. Il 4 ottobre 2008, giorno di San Francesco, avviene ciò che nessun fedele montalbanese aveva mai realizzato compiutamente. Dopo 45 anni, Montalbano ha un nuovo parroco. S.E. Domenico Padovano insedia, nella parrocchia di S. Maria di Pozzo Faceto, il sacerdote don Biagio Convertini, da Monopoli. Don Biagio, un entusiasta di Dio, dalle mani del Vescovo di Conversano – Monopoli raccoglie anche l’incarico di parroco di Speziale, succedendo al mite e indimenticato don Giulio Sibilio. Don Biagio è stato cappellano dell’Ospedale “San Giacomo” di Monopoli, vice parroco in tre diverse comunità, sempre a Monopoli, e assistente diocesano dei ragazzi di Azione Cattolica. Sostituire don Francesco è un compito arduo; ma don Biagio ha dalla sua le origini: suo padre Angelo è di Montalbano. Don Biagio Convertini lavorerà ai “Pastani” di Montalbano per due anni.
Il 18 ottobre 2010, infatti, mons. Domenico Padovano rivede le sue precedenti disposizioni. Guidare due parrocchie è un onere che costa fatica anche per un giovane sacerdote. Così, durante una celebrazione solenne, il Vescovo di Conversano – Monopoli insedia, nella parrocchia di Montalbano, un nuovo parroco; anch’egli di Monopoli. Si tratta di don Gianluca Dibello, 36 anni, ordinato sacerdote il 14 settembre 2007. Fino alla sua nomina a Montalbano, don Gianluca è stato vice parroco nella prestigiosa Basilica dei Santi Medici Cosma e Damiano di Alberobello. Attualmente, per volontà del Vescovo Giuseppe Favale, è responsabile di curia nel settore dell’Educazione, della Scuola e della Comunicazione. Don Gianluca, in ambito parrocchiale, segue al meglio la lezione del Papa emerito Benedetto XVI. La liturgia non è prassi, ma opera del popolo, vita della Chiesa. Instancabile, propone la centralità del Sacramento Eucaristico, come esperienza di incontro. Non a caso, forse, ha voluto ricollocare il tabernacolo all’interno della chiesa di via Duca degli Abruzzi, restituendogli maggiore dignità e visibilità. Don Gianluca entra immediatamente in sintonia con la storia della parrocchia, quando, dieci anni orsono, decide di onorarne al meglio i 90 anni. Diverse cerimonie, conferenze e momenti di preghiera si tengono per celebrare il decreto del Vescovo di Monopoli,mons. Agostino Migliore, datato 21 febbraio 1923.
L’attuale Parroco di Montalbano non ha esitato a sfidare alcune abitudini dei fedeli. La cosiddetta “chiesa piccola”, quella di via Calatafimi per intenderci, ha lasciato in tutto e per tutto ruolo e funzione alla “chiesa nuova” di via Duca degli Abruzzi. Qui don Gianluca Dibello ha ristrutturato l’intero seminterrato destinandolo ad attività parrocchiali in genere e alla catechesi, più in particolare. Qui si tengono conferenze e presentazione di libri; qui si possono vedere film e organizzare corsi di formazione. Qui, insomma, si è progettato un’idea di futuro che merita di essere abitata. Non sono mancate, inoltre, le opere di manutenzione e ristrutturazione, atte a rendere maggiormente fruibile la chiesa parrocchiale: illuminazione, climatizzazione, amplificazione ecc. Le prime 100 candeline della parrocchia di Montalbano le ha però spente l'attuale parroco, don Mauro Sabino, facendo celebrare una Messa Solenne, presieduta dal Vicario Zonale don Donato Liuzzi, e, successivamente, contribuendo alla realizzazione di un documentario.

### Siti archeologici
Il dolmen di Montalbano rappresenta nella zona una delle prime testimonianze funebri. Conosciuto anche come "Tavola dei paladini", è facilmente raggiungibile percorrendo la Strada statale 16 Adriatica, in direzione mare, nel tratto Fasano-Ostuni in zona “di Occhio Piccolo”, all'interno dell'agro del Comune di Ostuni e non , come erroneamente riportato in altre indicazioni in quello di Fasano.
Risale probabilmente alla prima età del bronzo, intorno al III-II millennio a.C. Si mantiene ancora saldo nella struttura, nonostante i tanti atti vandalici e le gravi manomissioni subite nel tempo, tra cui la recentissima scomparsa del dromos o corridoio di accesso.

## Cultura

### Eventi
- Montalbano Folk Fest dal 1º al 31 agosto di ogni anno (dal 2010 al 2017).
- Festa Patronale, Santa Maria di Pozzo Faceto, ultima domenica del mese di luglio.
- Iniziative per il Bicentenario di Montalbano (1831-2031).

## Infrastrutture e trasporti
Montalbano si raggiunge:
- da Bari, capoluogo di regione: Strada statale 16 Adriatica - Strada statale 379, uscita Torre Canne Sud;
- da Brindisi, capoluogo di provincia: Strada statale 379 uscita Pilone.

## Sport
A Montalbano sorge un campo sportivo in terra battuta con due tribune da 400 posti totali, oggi è terreno di gioco del Savelletri Calcio, quest'ultimo erede del titolo sportivo del Montalbano Calcio. La storica società della frazione vinse il campionato di promozione nel 2004-05 venendo promossa in Eccellenza 2005-06 dove affrontò allo Stadio Vito Curlo il Fasano nella prima stracittadina della storia sportiva fasanese.